# Natalia Aliokhina
Pour les articles homonymes, voir Alekhina.
Natalia Vladimirovna Aliokhina ou Alekhina est une joueuse d'échecs russe née le 3 février 1954 à Voronej. Championne de la république soviétique de Russie (RSFSR), elle a le titre de grand maître international féminin depuis 1990.

## Biographie et carrière
Natalia Aliokhina a remporté le championnat d'URSS junior en 1970. Elle fut championne de la RSFSR en 1977 et 1982. Elle obtint le titre de maître international féminin en 1983 et celui de grand maître international féminin en 1990.